# 쇼부정
쇼부정(일본어: 菖蒲町)은 사이타마현 북동부에 위치했던 미나미사이타마군의 정이다. 면적은 27.37km2이고 인구는 2010년 2월 1일 기준으로 20,509명이었다.

## 역사
- 1889년 4월 1일 - 정촌제 시행으로 미나미사이타마군 쇼부정이 성립하였다.
- 1954년 9월 1일 - 쇼부정, 산가촌, 오바야시촌, 가야마촌, 오야마촌의 일부를 합병해 쇼부정이 되었다.
- 2010년 3월 23일 - 구키시, 기타카쓰시카군 구리하시정 및 와시미야정과의 합병에 의해 폐지되었다.[1]

## 교통

### 도로
- 국도 제122호선

## 참조
1. ↑  (일본어) １市３町の合併が官報に告示されました(1시 3정이 합병됨이 관포에 공지되었습니다), 쇼부 정 공식 웹사이트, 2009년 11월 10일[깨진 링크(과거 내용 찾기)]